# U18-Världsmästerskapet i ishockey för damer 2013
U18-Världsmästerskapet i ishockey för damer 2013 var det sjätte U18-Världsmästerskapet i ishockey för damer. Toppdivisionen avgjordes i Heinola, Finland mellan 29 december 2012 och 5 januari 2013.
VM i de lägre divisionerna avgjordes på andra orter och under andra speldagar. 
- Division I Kval i Dumfries, Storbritannien, under perioden 27 oktober–1 november 2012.
- Division I i Romanshorn, Schweiz, under perioden 2-8 januari 2013.

Detta var sista året som de bäst placerade lagen i Division I Kval flyttades upp till Division I under samma år. Från 2014 fick vinnaren av Division I Kval delta i Division I först efterföljande år. 

## Slutställning
| Toppdivisionen | Toppdivisionen | Toppdivisionen |
| -------------- | -------------- | -------------- |
| Guld           | Kanada         |                |
| Silver         | USA            |                |
| Brons          | Sverige        |                |
| 4.             | Tjeckien       |                |
| 5.             | Finland        |                |
| 6.             | Ungern         |                |
| 7.             | Ryssland       |                |
| 8.             | Tyskland       |                |

| Division I | Division I |
| ---------- | ---------- |
| 9.         | Japan      |
| 10.        | Schweiz    |
| 11.        | Frankrike  |
| 12.        | Norge      |
| 13.        | Slovakien  |
| 14.        | Österrike  |

| Utslagna ur Division I Kval | Utslagna ur Division I Kval | Utslagna ur Division I Kval |
| --------------------------- | --------------------------- | --------------------------- |
| 15.                         | Storbritannien              |                             |
| 16.                         | Italien                     |                             |
| 17.                         | Kina                        |                             |
| 18.                         | Kazakstan                   |                             |